# شهرک امام حسین بجگان
شهرک امام حسین بجگان، روستایی در دهستان بجگان بخش آسمینون شهرستان منوجان در استان کرمان ایران است.

## جمعیت
بر پایه سرشماری عمومی نفوس و مسکن در سال ۱۳۹۵، جمعیت آن برابر با ۷۳۹ نفر (۲۱۸ خانوار) بوده است.